# Saint John (Novo Brunswick)
Saint John (pronúncia em francês: [sɛ̃.ʒɔn]) é uma cidade portuária do Oceano Atlântico localizada na Baía de Fundy, na província canadense de Novo Brunswick. Saint John é a cidade incorporada mais antiga do Canadá. Durante o reinado de George III, o município foi criado pela carta real em 1785. O porto de Saint John é o terceiro maior porto do Canadá por tonelagem, com uma base de carga que inclui o volume seco e líquido, carga fracionária, contêineres e cruzeiros. Em 2016, depois de décadas de decadência no número de habitantes, a cidade perdeu o posto de maior e mais populosa cidade de Novo Brunswick, e tornou-se a segunda cidade mais populosa da província, com uma população de 67.575 habitantes em uma área de 315,82 quilômetros quadrados. A região metropolitana de Saint John abrange uma área terrestre de 3.362 quilômetros quadrados, com uma população (a partir de 2016) de 126.202 residentes.
O explorador francês Samuel de Champlain desembarcou no porto de Saint John em 24 de junho de 1604 (durante a festa de São João Batista), e o rio local (rio Saint John) recebeu o nome em homenagem a João Batista, embora os povos Mi'kmaq e Wolastoqiyik tenham vivido na região por milhares de anos antes de chamar o rio de Wolastoq. A área de Saint John foi uma área importante de comércio e defesa para Acádia durante a era colonial francesa e Fort La Tour, no porto da cidade, foi um campo de batalha fundamental durante a Guerra Civil Acadian.
Depois de mais de um século de disputas entre franceses e ingleses sobre a terra que cercava Saint John, os ingleses expulsaram os colonos franceses em 1755 e construíram o Forte Howe acima do porto em 1779. Em 1785, a cidade de Saint John foi formada a partir da união de Parrtown e Carleton, foi estabelecida quando duas frotas de navios de Massachusetts (uma na primavera e uma segunda no outono) que carregavam súditos britânicos, chegaram ao porto, esses britânicos, desejando permanecer leais à Inglaterra, fugiram de suas casas nos Estados Unidos durante a Revolução Americana. Durante o século XVIII, as ondas de imigração irlandesa, durante a Grande Fome na Irlanda, mudaram fundamentalmente a demografia e a cultura da cidade. Depois de fazer parte e sair da colônia da Nova Escócia em 1784, a nova colônia de Novo Brunswick passou a ser chamada de "Nova Irlanda", com Saint John como sua capital, antes de ser vetada pelo rei George III da Grã-Bretanha.

## História
A área tem sido o lar de povos da Confederação de Wabanaki por milhares de anos. A região costeira noroeste da Baía de Fundy habitada pela Nação Passamaquoddy, enquanto o vale do Rio Saint John ao norte da baía tornou-se o domínio da Nação Wolastoqiyik. O Mi'kmaq também se aventurava na área de Saint John regularmente, pois o porto e a costa eram um importante campo de caça de focas. A área ao redor do porto, onde fica a cidade, é tradicionalmente chamada de Menahkwesk pelo povo Wolastoqiyik, que ainda vive na cidade e nos arredores. Nos tempos pré-coloniais, os Wolastoqiyik viviam em aldeias autossustentáveis, em grande parte à base de robalo, esturjão, salmão, milho, raízes selvagens e frutos silvestres.
Samuel de Champlain desembarcou no porto de Saint John em 1604, embora não tenha colonizado a área. Saint John foi uma área chave de comércio e defesa para Acádia durante a era colonial francesa. Além disso, Fort La Tour, no porto da cidade, foi um campo de batalha crucial durante a Guerra Civil Acadian. A região foi conquistada pelos britânicos após um século de guerra inglesa e francesa no final da Guerra dos Sete Anos. Depois de ser incorporada como uma cidade em 1785 com um influxo de Black and White British Loyalists do norte das antigas Treze Colônias e também imigrantes da Irlanda e da Itália, a cidade cresceu como um centro global de transporte e construção naval. Após a divisão da colônia da Nova Escócia em 1784, a nova colônia de Novo Brunswick foi considerada como 'Nova Irlanda' com a capital em Saint John antes de ser vetada por George III. Em 1851, a cidade consolidou-se como um centro de construção naval global quando o Marco Polo, construído a partir de um estaleiro Saint John, se tornou o mais rápido do mundo.
No entanto, à medida que a cidade cresceu em importância estratégica para o poder e capital ingleses, a inquietação cresceu entre muitos de sua classe trabalhadora. Black Saint Johners foram proibidos de comércio, pesca e votação, portanto, a maioria da comunidade negra da cidade estabeleceu-se em Portland (extremo norte da cidade), que mais tarde se fundiu com Saint John. De 1840 a 1860, a violência sectária foi galopante em Saint John, à medida que as tensões cresceram em reação às más condições de vida dos pobres católicos irlandeses, resultando em alguns dos piores distúrbios urbanos da história canadense. A cidade sofreu um surto de cólera em 1854 com a morte de mais de 1.500 pessoas, bem como um grande incêndio em 1877 que destruiu 40% da cidade e deixou 20.000 desabrigados.

## Geografia e Clima

### Geografia Física
Situada na porção centro-sul da província, ao longo da costa norte da Baía de Fundy, na foz do Rio Saint John, a cidade é dividida pelo rio que flui para o sul e o lado leste é limitado ao norte pelo Rio Kennebecasis onde se encontra com o Rio Saint John em Grand Bay. O porto de Saint John, onde os dois rios encontram a baía de Fundy, é um porto de águas profundas e sem gelo o ano todo. A Ilha Partridge fica no porto.
Stonehammer UNESCO Geopark, o primeiro Geoparque na América do Norte, está centrado em torno de Saint John. O Geoparque foi reconhecido pela UNESCO como tendo uma importância geológica excepcional. O parque contém formações rochosas que datam da era pré-cambriana e algumas das rochas podem ter um bilhão de anos.
O próprio rio Saint John deságua na baía de Fundy por meio de uma garganta estreita com várias centenas de metros de largura no centro da cidade. Ele contém um fenômeno único chamado Reversing Falls, onde as marés diurnas da baía invertem o fluxo de água do rio por vários quilômetros. Uma série de saliências subaquáticas no ponto mais estreito deste desfiladeiro também cria uma série de corredeiras.
A topografia ao redor de Saint John é acidentada; resultado da influência de duas cadeias de montanhas costeiras que se estendem ao longo da Baía de Fundy - as Terras Altas de St. Croix e as Terras Altas da Caledônia. O solo em toda a região é extremamente rochoso com afloramentos graníticos frequentes. A planície costeira abriga vários lagos de água doce nas partes leste, oeste e norte da cidade.
Em Saint John, a diferença de altura entre a maré baixa e a maré alta é de aproximadamente 8 metros (28 pés) devido ao efeito de afunilamento da Baía de Fundy conforme ela se estreita. A Reversing Falls em Saint John, na verdade uma área de fortes corredeiras, fornece um exemplo da força dessas marés; a cada maré alta, a água do oceano é empurrada por um estreito desfiladeiro no meio da cidade e força o rio Saint John a reverter seu fluxo por várias horas.

### Bairros
- Extremo sul (Península Central - Uptown): no lado leste do porto de Saint John e na área imediatamente oposta no lado oeste estão os locais da cidade original. Agora inclui o distrito comercial central e a Área de Conservação do Patrimônio Real Trinity, que juntos são chamados de Uptown.
- Extremo norte (Portland / Millidgeville): principalmente a antiga cidade de Portland, anteriormente local de terminais de balsas. É o local da única escola e centro comunitário totalmente francês da cidade, o Centre Scolaire Communautaire Samuel-de-Champlain. Inclui um dos maiores parques urbanos do Canadá, o Rockwood Park.
- Lado leste: a leste de Courtney Bay contém centros comerciais de varejo e subdivisões residenciais.
- Lado oeste: o lado oeste do rio Saint John é coletivamente conhecido como lado oeste.
- Subúrbios: incluem Rothesay, Quispamsis e Grand Bay – Westfield.

### Clima
O clima de São João é continental úmido (classificação climática de Köppen Dfb). A Baía de Fundy nunca congela totalmente, moderando assim as temperaturas de inverno em comparação com as localidades do interior. Mesmo assim, com o vento predominante soprando do oeste (da terra ao mar), a temperatura média em janeiro é de cerca de -8,2 ° C (17,2 ° F). Os verões são geralmente de calor moderado a quente, e as temperaturas diurnas geralmente excedem 25 ° C (77 ° F). A temperatura mais alta registrada em um determinado ano é geralmente 30 ou 31 ° C (86 ou 88 ° F). A confluência do ar frio da Baía de Fundy e as temperaturas mais quentes do interior freqüentemente cria ventos terrestres que trazem períodos de neblina e temperaturas mais amenas durante os meses de verão.
A precipitação em Saint John totaliza cerca de 1.295 mm (51,0 in) anualmente e é bem distribuída ao longo do ano, embora o final do outono e o início do inverno sejam normalmente a época mais chuvosa do ano. As nevadas costumam ser pesadas, mas a chuva é tão comum quanto a neve no inverno, e não é incomum que o solo esteja livre de neve, mesmo no meio do inverno.
A temperatura mais alta já registrada em Saint John foi de 34,4 ° C (94 ° F) em 22 de junho de 1941, 15 de agosto de 1944 e 22 de agosto de 1976. A temperatura mais fria já registrada foi de −36,7 ° C (−34 ° F) em 11 de fevereiro de 1948.
| Dados climáticos para Saint John, elevação: 103 m (340 pé), 1981−2010 normais, extremos 1871−present | Dados climáticos para Saint John, elevação: 103 m (340 pé), 1981−2010 normais, extremos 1871−present | Dados climáticos para Saint John, elevação: 103 m (340 pé), 1981−2010 normais, extremos 1871−present | Dados climáticos para Saint John, elevação: 103 m (340 pé), 1981−2010 normais, extremos 1871−present | Dados climáticos para Saint John, elevação: 103 m (340 pé), 1981−2010 normais, extremos 1871−present | Dados climáticos para Saint John, elevação: 103 m (340 pé), 1981−2010 normais, extremos 1871−present | Dados climáticos para Saint John, elevação: 103 m (340 pé), 1981−2010 normais, extremos 1871−present | Dados climáticos para Saint John, elevação: 103 m (340 pé), 1981−2010 normais, extremos 1871−present | Dados climáticos para Saint John, elevação: 103 m (340 pé), 1981−2010 normais, extremos 1871−present | Dados climáticos para Saint John, elevação: 103 m (340 pé), 1981−2010 normais, extremos 1871−present | Dados climáticos para Saint John, elevação: 103 m (340 pé), 1981−2010 normais, extremos 1871−present | Dados climáticos para Saint John, elevação: 103 m (340 pé), 1981−2010 normais, extremos 1871−present | Dados climáticos para Saint John, elevação: 103 m (340 pé), 1981−2010 normais, extremos 1871−present | Dados climáticos para Saint John, elevação: 103 m (340 pé), 1981−2010 normais, extremos 1871−present |
| Mês                                                                                                  | Jan                                                                                                  | Fev                                                                                                  | Mar                                                                                                  | Abr                                                                                                  | Mai                                                                                                  | Jun                                                                                                  | Jul                                                                                                  | Ago                                                                                                  | Set                                                                                                  | Out                                                                                                  | Nov                                                                                                  | Dez                                                                                                  | Ano                                                                                                  |
| --- | --- | --- | --- | --- | --- | --- | --- | --- | --- | --- | --- | --- | --- |
| Recorde de umidade máxima                                                                            | 16.8                                                                                                 | 13.3                                                                                                 | 27.0                                                                                                 | 23.8                                                                                                 | 35.4                                                                                                 | 38.0                                                                                                 | 40.3                                                                                                 | 40.3                                                                                                 | 39.4                                                                                                 | 28.3                                                                                                 | 24.0                                                                                                 | 19.8                                                                                                 | 40.3                                                                                                 |
| Recorde alta °C (°F)                                                                                 | 14.5 (58.1)                                                                                          | 13.3 (55.9)                                                                                          | 25.4 (77.7)                                                                                          | 22.8 (73)                                                                                            | 33.0 (91.4)                                                                                          | 34.4 (93.9)                                                                                          | 33.7 (92.7)                                                                                          | 34.4 (93.9)                                                                                          | 33.9 (93)                                                                                            | 28.9 (84)                                                                                            | 21.7 (71.1)                                                                                          | 16.4 (61.5)                                                                                          | 34.4 (93.9)                                                                                          |
| Média alta °C (°F)                                                                                   | −2.5 (27.5)                                                                                          | −1.5 (29.3)                                                                                          | 2.4 (36.3)                                                                                           | 8.5 (47.3)                                                                                           | 15.0 (59)                                                                                            | 19.6 (67.3)                                                                                          | 22.6 (72.7)                                                                                          | 22.4 (72.3)                                                                                          | 18.2 (64.8)                                                                                          | 12.3 (54.1)                                                                                          | 6.4 (43.5)                                                                                           | 0.5 (32.9)                                                                                           | 10.33 (50.58)                                                                                        |
| Média diária °C (°F)                                                                                 | −7.9 (17.8)                                                                                          | −7.1 (19.2)                                                                                          | −2.5 (27.5)                                                                                          | 3.7 (38.7)                                                                                           | 9.5 (49.1)                                                                                           | 14.0 (57.2)                                                                                          | 17.1 (62.8)                                                                                          | 16.8 (62.2)                                                                                          | 13.0 (55.4)                                                                                          | 7.6 (45.7)                                                                                           | 2.3 (36.1)                                                                                           | −4.4 (24.1)                                                                                          | 5.18 (41.32)                                                                                         |
| Média baixa °C (°F)                                                                                  | −13.3 (8.1)                                                                                          | −12.6 (9.3)                                                                                          | −7.4 (18.7)                                                                                          | −1.2 (29.8)                                                                                          | 3.9 (39)                                                                                             | 8.4 (47.1)                                                                                           | 11.6 (52.9)                                                                                          | 11.2 (52.2)                                                                                          | 7.7 (45.9)                                                                                           | 2.8 (37)                                                                                             | −1.9 (28.6)                                                                                          | −9.3 (15.3)                                                                                          | −0.01 (31.99)                                                                                        |
| Recorde baixa °C (°F)                                                                                | −33.2 (−27.8)                                                                                        | −36.7 (−34.1)                                                                                        | −30.0 (−22)                                                                                          | −16.7 (1.9)                                                                                          | −7.8 (18)                                                                                            | −2.2 (28)                                                                                            | 1.1 (34)                                                                                             | −0.6 (30.9)                                                                                          | −6.7 (19.9)                                                                                          | −10.6 (12.9)                                                                                         | −16.9 (1.6)                                                                                          | −34.4 (−29.9)                                                                                        | −36.7 (−34.1)                                                                                        |
| Recorde baixa vento frio                                                                             | −44.8                                                                                                | −44.4                                                                                                | −39.5                                                                                                | −26.1                                                                                                | −13.9                                                                                                | −2.6                                                                                                 | 0.0                                                                                                  | 0.0                                                                                                  | −5.7                                                                                                 | −12.9                                                                                                | −25.9                                                                                                | −41.9                                                                                                | −44.8                                                                                                |
| Média precipitação mm (pol.)                                                                         | 123.5 (4.862)                                                                                        | 91.0 (3.583)                                                                                         | 108.2 (4.26)                                                                                         | 105.3 (4.146)                                                                                        | 109.8 (4.323)                                                                                        | 101.0 (3.976)                                                                                        | 88.4 (3.48)                                                                                          | 81.7 (3.217)                                                                                         | 105.6 (4.157)                                                                                        | 116.4 (4.583)                                                                                        | 134.1 (5.28)                                                                                         | 130.4 (5.134)                                                                                        | 1 295,4 (51,001)                                                                                     |
| Precipitação média mm (pol.)                                                                         | 66.1 (2.602)                                                                                         | 49.0 (1.929)                                                                                         | 66.6 (2.622)                                                                                         | 85.7 (3.374)                                                                                         | 108.5 (4.272)                                                                                        | 101.0 (3.976)                                                                                        | 88.4 (3.48)                                                                                          | 81.7 (3.217)                                                                                         | 105.6 (4.157)                                                                                        | 115.8 (4.559)                                                                                        | 123.7 (4.87)                                                                                         | 84.0 (3.307)                                                                                         | 1 076,1 (42,365)                                                                                     |
| Queda de neve média cm (pol.)                                                                        | 64.3 (25.31)                                                                                         | 48.4 (19.06)                                                                                         | 44.4 (17.48)                                                                                         | 20.0 (7.87)                                                                                          | 1.2 (0.47)                                                                                           | 0.0 (0)                                                                                              | 0.0 (0)                                                                                              | 0.0 (0)                                                                                              | 0.0 (0)                                                                                              | 0.5 (0.2)                                                                                            | 10.8 (4.25)                                                                                          | 49.9 (19.65)                                                                                         | 239.5 (94.29)                                                                                        |
| Média de dias de precipitação (≥ 0.2 mm)                                                             | 16.2                                                                                                 | 12.8                                                                                                 | 14.0                                                                                                 | 13.9                                                                                                 | 13.7                                                                                                 | 12.9                                                                                                 | 11.5                                                                                                 | 10.5                                                                                                 | 10.5                                                                                                 | 11.9                                                                                                 | 14.4                                                                                                 | 15.6                                                                                                 | 157.9                                                                                                |
| Média de dias chuvosos (≥ 0.2 mm)                                                                    | 6.7                                                                                                  | 5.3                                                                                                  | 7.6                                                                                                  | 11.0                                                                                                 | 13.6                                                                                                 | 12.9                                                                                                 | 11.5                                                                                                 | 10.5                                                                                                 | 10.5                                                                                                 | 11.7                                                                                                 | 12.5                                                                                                 | 8.3                                                                                                  | 122.1                                                                                                |
| Média de dias ensolarados (≥ 0.2 cm)                                                                 | 12.9                                                                                                 | 10.2                                                                                                 | 9.4                                                                                                  | 5.1                                                                                                  | 0.5                                                                                                  | 0.0                                                                                                  | 0.0                                                                                                  | 0.0                                                                                                  | 0.0                                                                                                  | 0.5                                                                                                  | 3.9                                                                                                  | 10.2                                                                                                 | 52.7                                                                                                 |
| Média mensal horas de sol                                                                            | 124.9                                                                                                | 124.5                                                                                                | 149.9                                                                                                | 165.9                                                                                                | 199.0                                                                                                | 211.6                                                                                                | 225.9                                                                                                | 216.8                                                                                                | 181.9                                                                                                | 147.8                                                                                                | 97.0                                                                                                 | 102.0                                                                                                | 1 947,2                                                                                              |
| Por cento luz do sol possível                                                                        | 44.0                                                                                                 | 42.6                                                                                                 | 40.7                                                                                                 | 41.0                                                                                                 | 43.2                                                                                                 | 45.3                                                                                                 | 47.7                                                                                                 | 49.6                                                                                                 | 48.3                                                                                                 | 43.4                                                                                                 | 33.8                                                                                                 | 37.4                                                                                                 | 43.08                                                                                                |
| Fonte: Environment Canada                                                                            | | | | | | | | | | | | | |